# كفر السلوى
قرية كفر السلوى هي إحدى القرى التابعة لمركز بلبيس في محافظة الشرقية في جمهورية مصر العربية. حسب إحصاءات سنة 2006، بلغ إجمالي السكان في كفر السلوى 489 نسمة، منهم 246 رجل و243 امرأة.